# Kurt Wunsch
Kurt Waldemar Wunsch (* 16. Dezember 1904 in Potsdam, Deutsches Reich; † 17. Dezember 1963 in Ost-Berlin) war ein deutscher Standfotograf und Kameramann.

## Leben und Wirken
Der in der Filmstadt Potsdam geborene Wunsch konnte aufgrund dieser örtlichen Gegebenheit schon frühzeitig Kontakte zur Zelluloidbranche knüpfen und stand mit 20 Jahren erstmals hinter der Kamera. Gegen Ende der Stummfilmzeit war er der Juniorpartner des erfahreneren dänischen Kollegen Ludwig Lippert. Wunsch konnte sich jedoch als Kameramann nicht wirklich durchsetzen und fand seit Anbruch der Tonfilm-Ära ein regelmäßiges Auskommen als Standfotograf. Bis er im Zweiten Weltkrieg eingezogen wurde, fertigte Wunsch die Standfotos zu diversen Unterhaltungs- und einigen wenigen NS-Propagandafilmen an, die von den unterschiedlichsten Berliner Produktionsfirmen, darunter Terra, Tobis, Euphono und Majestic, hergestellt wurden. Kurz nach Kriegsende von der ostzonalen DEFA bei einigen Prestigeproduktionen (darunter Irgendwo in Berlin und Ehe im Schatten) eingesetzt, sind seit Gründung der Bundesrepublik bzw. der DDR kaum mehr filmische Aktivitäten Wunschs nachweisbar. Stattdessen fertigte er für den ostdeutschen Progress Filmverleih Starfotos (z. B. von Christel Bodenstein) an. Kurt Wunsch starb am Tag nach seinem 59. Geburtstag.

## Filmografie
Als Standfotograf, wenn nicht anders angegeben
- 1925: Die Großstadt der Zukunft (Kamera)
- 1928: Don Juan in der Mädchenschule (Kamera)
- 1929: Aus dem Tagebuch eines Junggesellen (Kamera)
- 1931: Gassenhauer
- 1932: Kaiserwalzer
- 1933: Die vom Niederrhein
- 1933: Johannisnacht
- 1934: Rosen aus dem Süden
- 1934: Die Reiter von Deutsch-Ostafrika
- 1935: Ein falscher Fuffziger
- 1935: Herbstmanöver
- 1936: Arzt aus Leidenschaft
- 1936: Moral
- 1936: Blinde Passagiere
- 1936: Eine Frau ohne Bedeutung
- 1937: Man spricht über Jacqueline
- 1937: Revolutionshochzeit
- 1937: Mit versiegelter Order
- 1938: Tanz auf dem Vulkan
- 1938: Fünf Millionen suchen einen Erben
- 1939: Die unheimlichen Wünsche
- 1939: Schneider Wibbel
- 1939: Ein Mann auf Abwegen
- 1940: Der Fuchs von Glenarvon
- 1940: Herz modern möbliert
- 1941: Immer nur Du
- 1946: Irgendwo in Berlin
- 1947: Razzia
- 1947: Ehe im Schatten
- 1948: Chemie und Liebe
- 1948: Straßenbekanntschaft
- 1960: Alma Mater wohnt modern (Kurzdokumentarfilm, Kamera)